# Baba Tonka, Tărgoviște
Baba Tonka (în bulgară Баба Тонка) este un sat în comuna Popovo, regiunea Tărgoviște,  Bulgaria. 

## Demografie
Componența etnică a satului Baba Tonka
     Bulgari (34,06%)
     Romi (64,83%)
     Nicio identificare (1,09%)
     Altele (0%)
La recensământul din 2011, populația satului Baba Tonka era de 91 locuitori. Din punct de vedere etnic, majoritatea locuitorilor (64,83%) erau romi, cu o minoritate de bulgari (34,06%). Pentru 1,09% din locuitori nu este cunoscută apartenența etnică.